# Franz Regensburger
Franz Regensburger (* 12. Dezember 1922 in Wenns; † 17. Dezember 2001 in Zams) war ein österreichischer Politiker (ÖVP) und Lehrer. Er war von 1957 bis 1959 Mitglied des Bundesrates und von 1959 bis 1979 Abgeordneter zum Nationalrat.

## Leben
Regensburger besuchte nach der Volksschule ein Gymnasium und absolvierte danach eine Ausbildung an einer Lehrerbildungsanstalt. Regensburger war in der Folge beruflich als Lehrer tätig.

## Politik
Im politischen Bereich engagierte sich Regensburger als Mitglied des Landesgruppenvorstandes des Österreichischen Arbeitnehmerinnen- und Arbeitnehmerbundes in Tirol, des Weiteren vertrat er die ÖVP Tirol vom 12. November 1957 bis zum 9. Juni 1959 im Bundesrat. Regensburger wechselte am 9. Juni 1959 in den Österreichischen Nationalrat, dem er in der Folge bis zum 4. Juni 1979 durchgehend angehörte.